# The InBetween
The InBetween je americký dramatický televizní seriál stanice NBC. Premiérový díl byl vysílán dne 29. května 2019.  V listopadu 2019 bylo potvrzeno zrušení seriálu po odvysílání první řady. 

## Příběh
Seriál sleduje Cassie Bishop, která se narodil s darem, který však nazývá prokletím. Může vidět a komunikovat s mrtvými a pomáhá jim s jejich nevyřešenými problémy, ať se jí to líbí nebo ne. Když její otec detektiv Tom Hackett a jeho nový partner, bývalý agent FBI Damien Asante potřebují pomoc při řešení zmatené vraždy, Cassie souhlasí, že použije své schopnosti.

## Obsazení

### Hlavní role
- Harriet Dyerová jako Cassie Bishop
- Paul Blackthorne jako detektiv Tom Hackett
- Justin Cornwell jako Damien Asante
- Anne-Marie Johnson jako poručík Swanstrom
- Cindy Luna jako detektiv Jacey Vasquez
- Chad James Buchanan jako Will

### Vedlejší role
- Michael B. Silver jako Brian Currie, Tomův manžel
- Andres Joseph jako detektiv Zayn Meier
- Sean Bolger jako Ed Roven
- Grace Lynn Kung jako Amy Shu

## Seznam dílů
| Č. v seriálu | Č. v řadě | Původní název                   | Režie             | Scénář                            | Premiéra v USA    |
| ------------ | --------- | ------------------------------- | ----------------- | --------------------------------- | ----------------- |
| 1            | 1         | Pilot                           | Charlotte Sieling | Moira Kirland                     | 29. května 2019   |
| 2            | 2         | Made of Stone                   | David Von Ancken  | Richard Hatem                     | 5. června 2019    |
| 3            | 3         | Where the Shadows Fall          | Ruba Nadda        | Nick Parker                       | 12. června 2019   |
| 4            | 4         | Kiss Them For Me                | Milena Govich     | Gabrielle Stanton a Nick Parker   | 3. července 2019  |
| 5            | 5         | Another Broken Morning          | David Grossman    | Julia Fontana                     | 10. července 2019 |
| 6            | 6         | The Lenght of a River           | Alex Zakrzewski   | Moira Kirland a Gabrielle Stanton | 17. července 2019 |
| 7            | 7         | Let Me in Your Window           | Romeo Tirone      | Karen Wyscarver a Sanford Golden  | 24. července 2019 |
| 8            | 8         | While the Song Remains the Same | PJ Pesce          | Anderson Mackenzie                | 31. července 2019 |
| 9            | 9         | The Devil's Refugee             | Eduardo Sanchez   | Lauren Barnett                    | 7. srpna 2019     |
| 10           | 10        | Monsters and Angels             | David Von Ancken  | Moira Kirland                     | 14. srpna 2019    |

## Produkce
Dne 12. ledna 2018 stanice NBC objednala produkci pilotního dílu, ke kterému napsala scénář Moira Kirland, která společně s Davidem Heymanem a Nancy Cottonovou seriál produkují. Dne10. května 2018 stanice objednala celou řadu. O několik dní později byla stanovena premiéra na jaro 2019. Dne 1. dubna 2019 bylo oznámeno přesunutí premiéry na  29. května 2019.  V listopadu 2019 bylo potvrzeno zrušení seriálu po odvysílání první řady.   